# Hexanchus vitulus

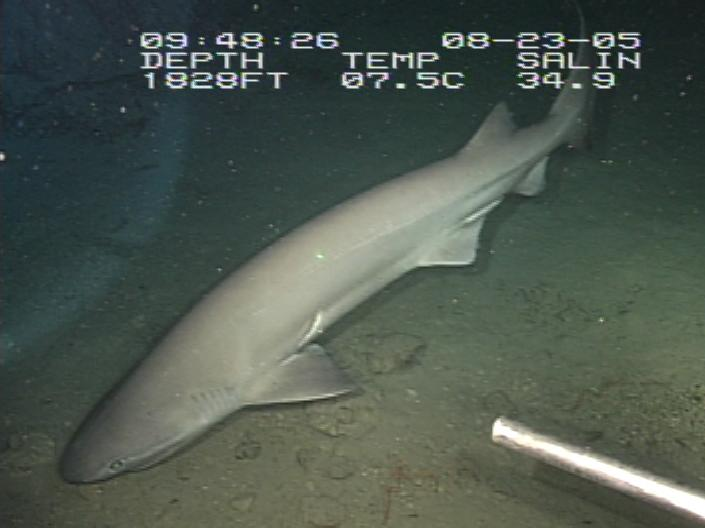
Um Tubarão de Seis Guelras (Hexanchus griseus) no Golfo do México.

Hexanchus vitulus ou tubarão de seis guelras é uma espécie de tubarão que habita as profundezas do Oceano Atlântico. Outrora fora confundida com as espécies que habitam o Oceano Índico e Pacífico (H. nakamurai e H.griseus) mas por análises genéticas feitas em 2018 revelaram ser uma nova espécie.São criaturas de 250 milhões de anos, anteriores aos extintos dinossauros.